# Jan Dekert
Jan Dekert vagy Jan Dekiert (Bledzew, 1738. január 13. – Varsó, 1790. október 4.) német származású lengyel kereskedő, nagypolgári politikus, Varsó polgármestere.

## Élete
1756-ban felvételt nyert a fiatal varsói kereskedők szövetségébe bolti írnokként. 1761-ben feleségül vette patrónusának lányát, Róża Martynkowskat, majd a következő évben átvette az üzletvezetést és teljes jogú varsói polgár lett. 1766 áprilisában gyapjúfeldolgozó manufaktúrát alapított mágnásokkal. Néhány év alatt gazdag és tekintélyes kereskedővé küzdötte fel magát, vagyonát posztókereskedésből szerezte.
1769-től varsói tanácsnokként működött. 1776-ban Piotr Blankkal és Andrzej Rafałowicz-csal állami dohánymonopóliumot vett bérbe a Királyi Kincstár Bizottságtól (lengyelül: Komisja Skarbowa Koronna). Vagyonát az orosz hadsereg ellátásával kapcsolatos szerencsés ügyletekkel továbbnövelte. Amikor a szejm 1775. évi konstituciója földvásárlási jogot engedett neki, hatalmas vagyont fektetett ingatlanba. 1786-ban 80 ezer złotyért kibérelte a Varsói Színházat. Ugyanebben az évben újranősült, mivel első felesége elhunyt.
Varsói képviselőként tagja volt az 1784 és 1786 között ülésező szejmnek, valamint haláláig az 1788-1792 között működő nagy szejmnek (Sejm Wielki). A lengyel szabad királyi városok szószólója lett. Küzdött a polgári jogok kiterjesztéséért és a városi polgárok érdekeiért. Fellépett a zsidók ellen, 1788-ban kidolgozott egy feljegyzést a nagy szejm részére, amelyben követelte, hogy zárják ki őket a kereskedelemből tisztességtelen verseny miatt.
1789. február 23-tól Varsó polgármesteri tisztségét is betöltötte. 1789. november 27-én a fővárosba találkozót szervezett 141 szabad királyi város küldötteinek, akik memorandumot fogadtak el. Ebben jogegyenlőséget követeltek II. Szaniszló Ágost lengyel királytól. A követeléseket tartalmazó petíciót december 2-án az általa vezetett fekete menet (Czarna procesja) vitte a királyhoz. A dokumentum az alapja lett az 1791. április 18-án megalkotott Törvény a városokról (Prawo o miastach) című jogszabálynak, ami pedig az 1791. május 3-i alkotmány (Konstytucja 3 Maja 1791 roku) részévé vált. A követelések egyik megfogalmazója és a fekete menet ötletadója Hugo Kołłątaj volt.
1790. február 20-án lemondott hivataláról, de 22-én egyhangúlag újraválasztották. Ezt követően részt vett a zsidók Varsóból történő kilakoltatásában. 1790. május 16-án varsói polgárok pogromot rendeztek.
Élete végén anyagi helyzete megrendült, mivel vagyonának jó részét a politikai küzdelmek finanszírozására fordította. Utolsó nyilvános politikai vitáját április 31-én tartotta, majd megrendült egészségi állapota miatt visszavonult. A városokról szóló törvény és a Májusi 3-i alkotmány megalkotását már nem érte meg. A varsói Szent János Katedrálisban (Bazylika archikatedralna św. Jana Chrzciciela) temették el. Nagyszabású temetését Varsó városa rendezte.
Az Antonina Blikowskaval kötött második házasságából származó fia, Jan Dekert Varsó püspöke volt.

## Emlékezete
- 1896-ban emléktáblát helyeztek el a Szent János Katedrálisban „a burzsoá osztály első védelmezője és képviselője” felirattal.
- Franciszek Dionizy Kniaźnin költő a „lengyel burzsoák vezetőjének” nevezte.
- Bár a Májusi 3-i alkotmány elfogadásakor már nem élt, 1891-ben Jan Matejko lengyel festő az 1791. május 3-i alkotmány című festményén központi alakként szerepeltette, utalva az ő és a polgárság fontos szerepére a világtörténelmi jelentőségű alkotmányozásban.
- Varsóban az Óvárosi Piactér (Rynek Starego Miasta) északi oldalát róla nevezték el.

## Fordítás
- Ez a szócikk részben vagy egészben a Jan Dekert (prezydent Warszawy) című lengyel Wikipédia-szócikk ezen változatának fordításán alapul.  Az eredeti cikk szerkesztőit annak laptörténete sorolja fel. Ez a jelzés csupán a megfogalmazás eredetét és a szerzői jogokat jelzi, nem szolgál a cikkben szereplő információk forrásmegjelöléseként.
- Ez a szócikk részben vagy egészben a Jan Dekert című angol Wikipédia-szócikk ezen változatának fordításán alapul.  Az eredeti cikk szerkesztőit annak laptörténete sorolja fel. Ez a jelzés csupán a megfogalmazás eredetét és a szerzői jogokat jelzi, nem szolgál a cikkben szereplő információk forrásmegjelöléseként.